# سان مارتین دل ری آورلیو
سان مارتین دل ری آورلیو دهستانی در استان آستوریاس اسپانیا است.
در این دهستان ۲۰٬۱۸۶ نفر زندگی می‌کنند. مساحت این دهستان ۵۶٫۱۳ کیلومتر مربع است.

## نگارخانه

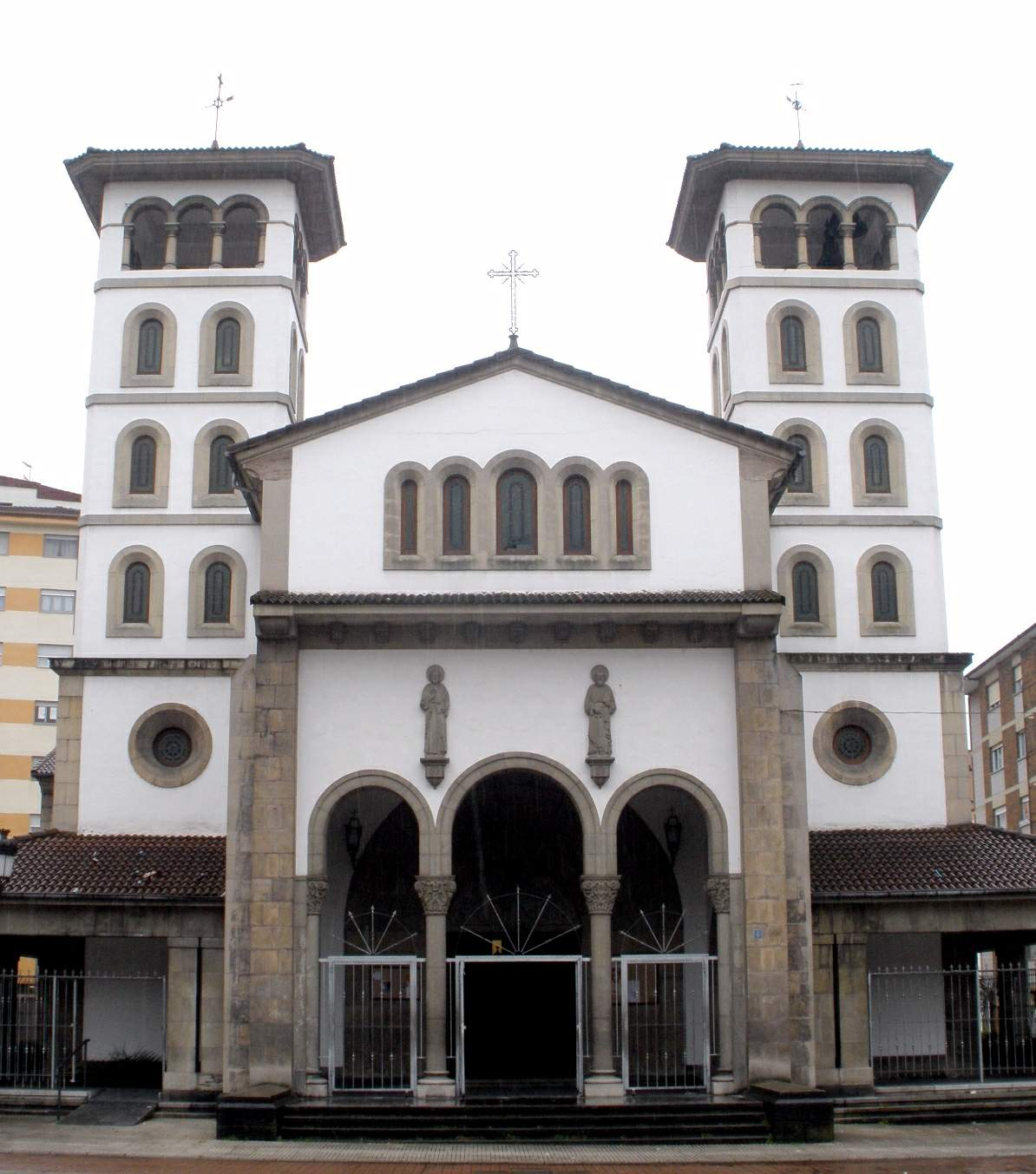